# Maallust
Maallust is een korenmolen in Amerongen in de Nederlandse provincie Utrecht. Het is een beltmolen die in 1830 werd gebouwd als vervanger van een standerdmolen op dezelfde plaats. Tot 1853 behoorde de molen tot de bezittingen van Kasteel Amerongen; daarna kwam hij in particuliere handen. Het maalbedrijf werd gemoderniseerd met als gevolg dat er geen windenergie meer nodig was en in 1938 de molen werd onttakeld.
In 1980 werd de stichting De Amerongse Molen opgericht met als doel de molen weer in oude staat te herstellen. Dit kwam echter niet van de grond waardoor de molen tot een bouwval kon vervallen. In 2005 kwamen projectontwikkelaars met een woningbouwplan voor het molenterrein. De gemeenteraad ging daarmee akkoord op voorwaarde dat de molen in oude glorie zou worden hersteld. Gemeentelijke subsidie kwam beschikbaar voor onder meer de kosten van verplaatsing van de molen die alleen al € 120.000 bedroegen. De Stichting De Utrechtse Molens kreeg de molen in eigendom. In februari 2007 werd een aanvang gemaakt van de restauratie van de enige beltmolen in de provincie Utrecht; de romp werd 17 meter verplaatst.
In 2009 wordt er rond de molen het appartementencomplex Prattenbergh gebouwd. Naamgever van het woongebouw is de oudst bekende molenaar op de voorganger van de huidige molen.
In oktober 2009 is de kap op de molen geplaatst en zijn de roeden gestoken. In mei 2010 was de restauratie gereed en kon de molen weer draaien. 11 september 2010 werd de molen officieel geopend door gedeputeerde Anneke Raven van de provincie Utrecht, burgemeester Frits Naafs van de gemeente Utrechtse Heuvelrug en jhr. L. de Geer, voorzitter van de Stichting De Utrechtse Molens en Het Utrechts Landschap. Ze assisteerden als openingshandeling molenaar Hans Gijsbers bij het lichten van de vang.
Maallust is de enige molen in de gemeente Utrechtse Heuvelrug en de enige complete en maalvaardige beltmolen in de provincie Utrecht.
Speciaal aan deze molen is dat aan iedere wiek een aluminium profiel is aangebracht; de z.g.n. 'busselneus'. Dit profiel heeft een gunstig effect bij het opvangen van de wind. Alleen bij zwakke wind zijn er dan nog zeilen nodig. Om te voorkomen dat de molen bij te veel wind 'op hol' slaat, is de onderkant van het aluminium profiel scharnierend gemaakt (de klep). Als de molen te snel draait, gaan de kleppen automatisch open en wordt de molen afgeremd tot de juiste snelheid (+/-15 omwentelingen per minuut). Waarnaar de kleppen zich weer sluiten.

## Foto's

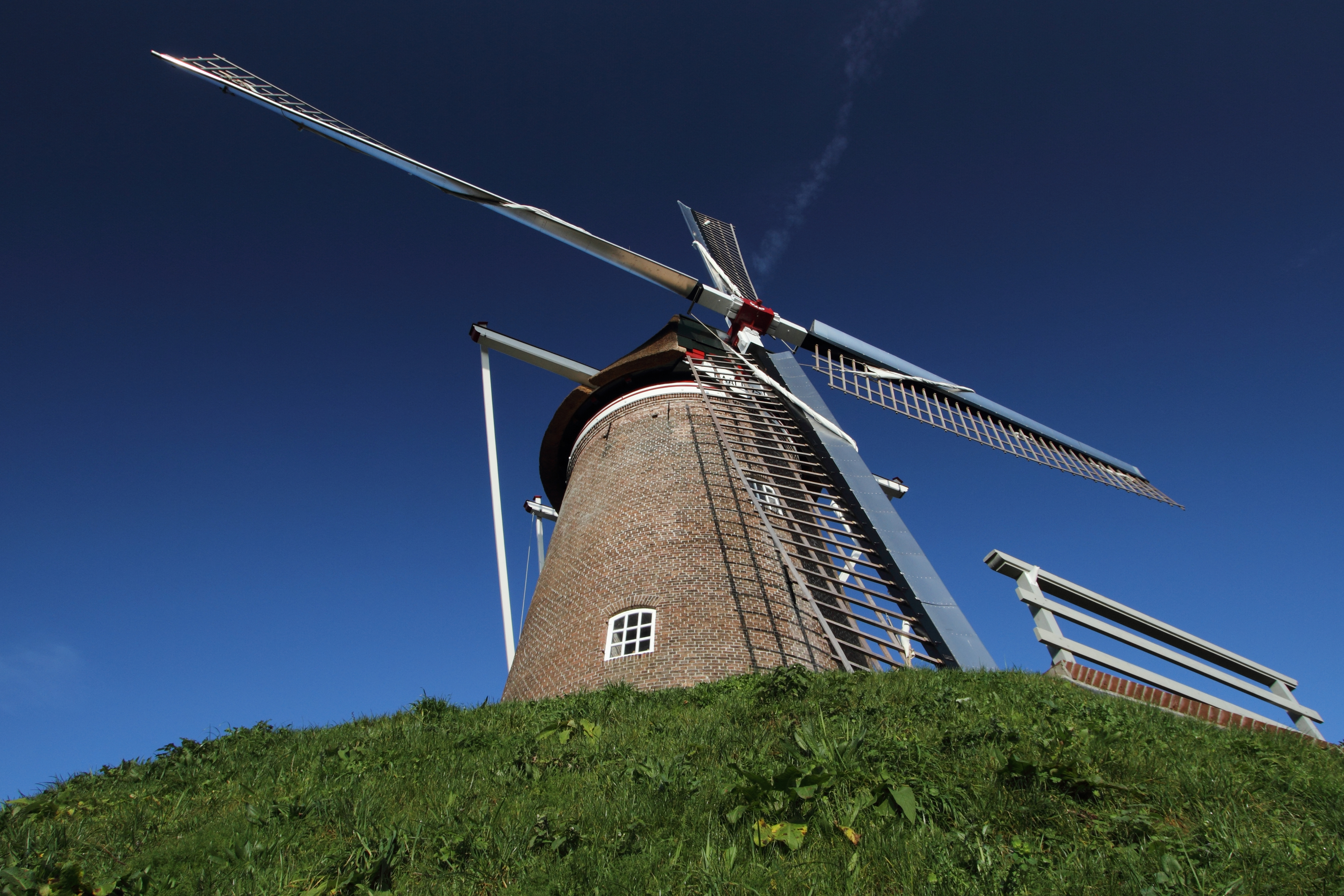
Maallust (november 2010)
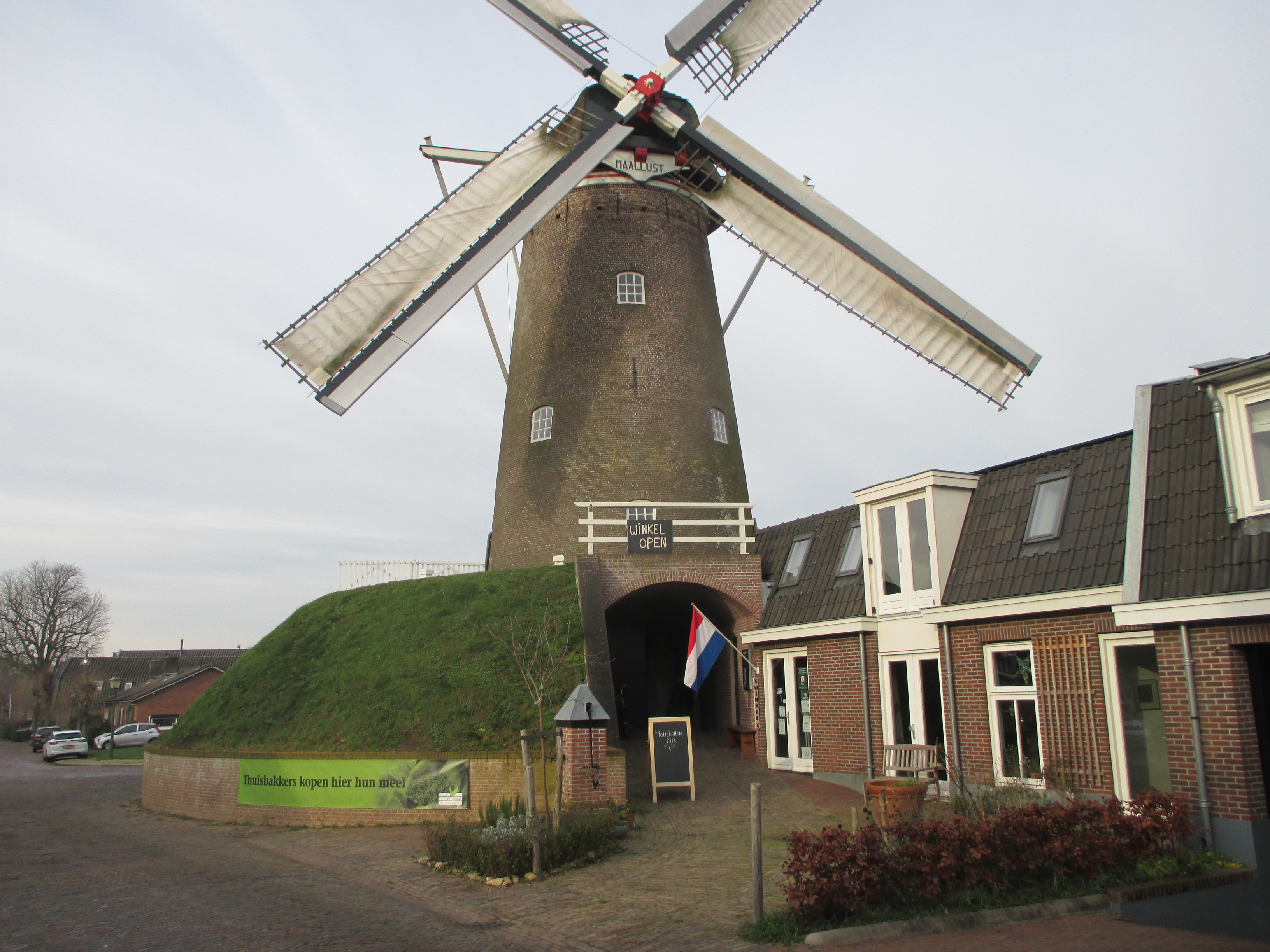
molen met zwakke oostenwind (december 2019)
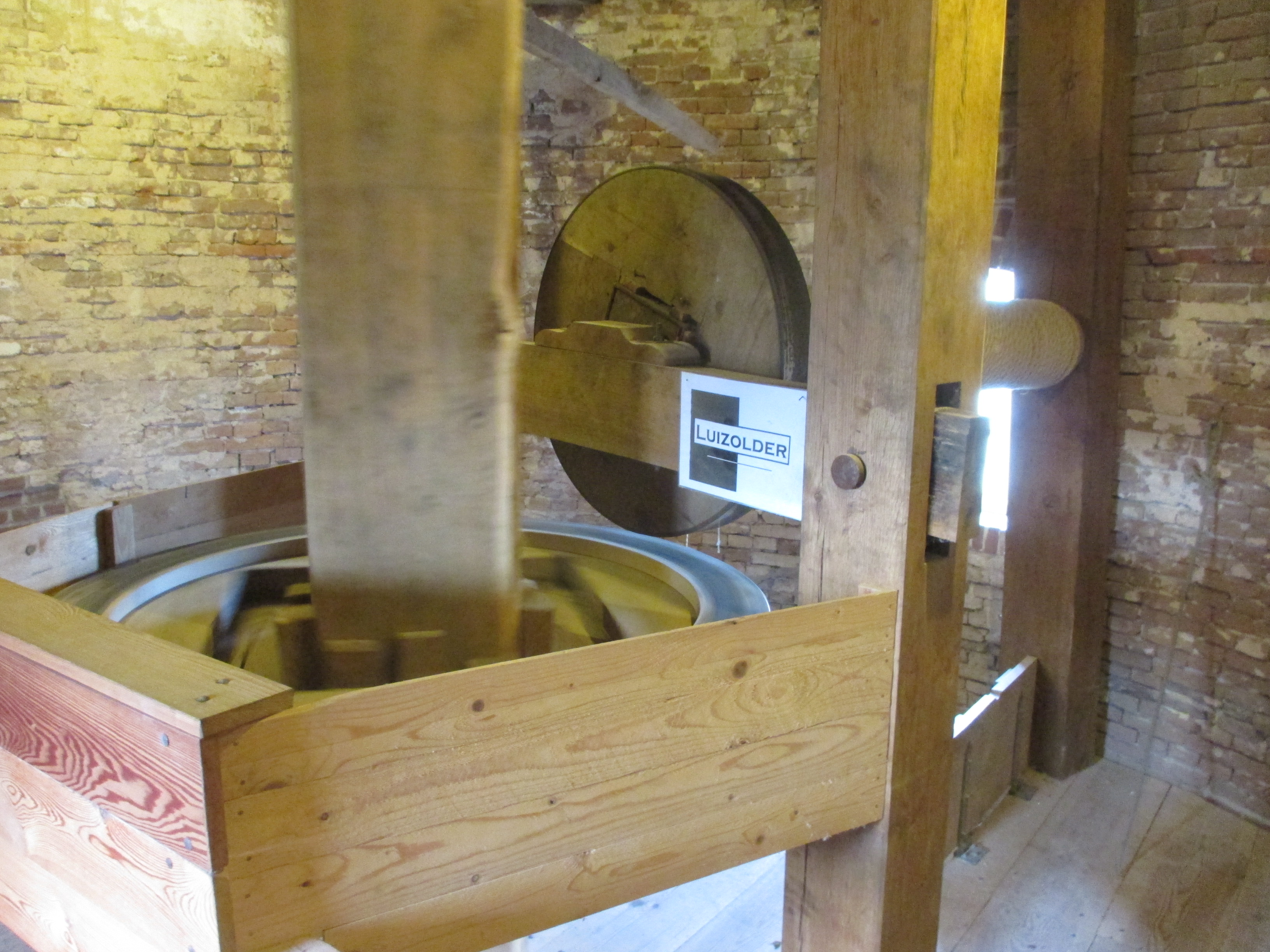
luizolder
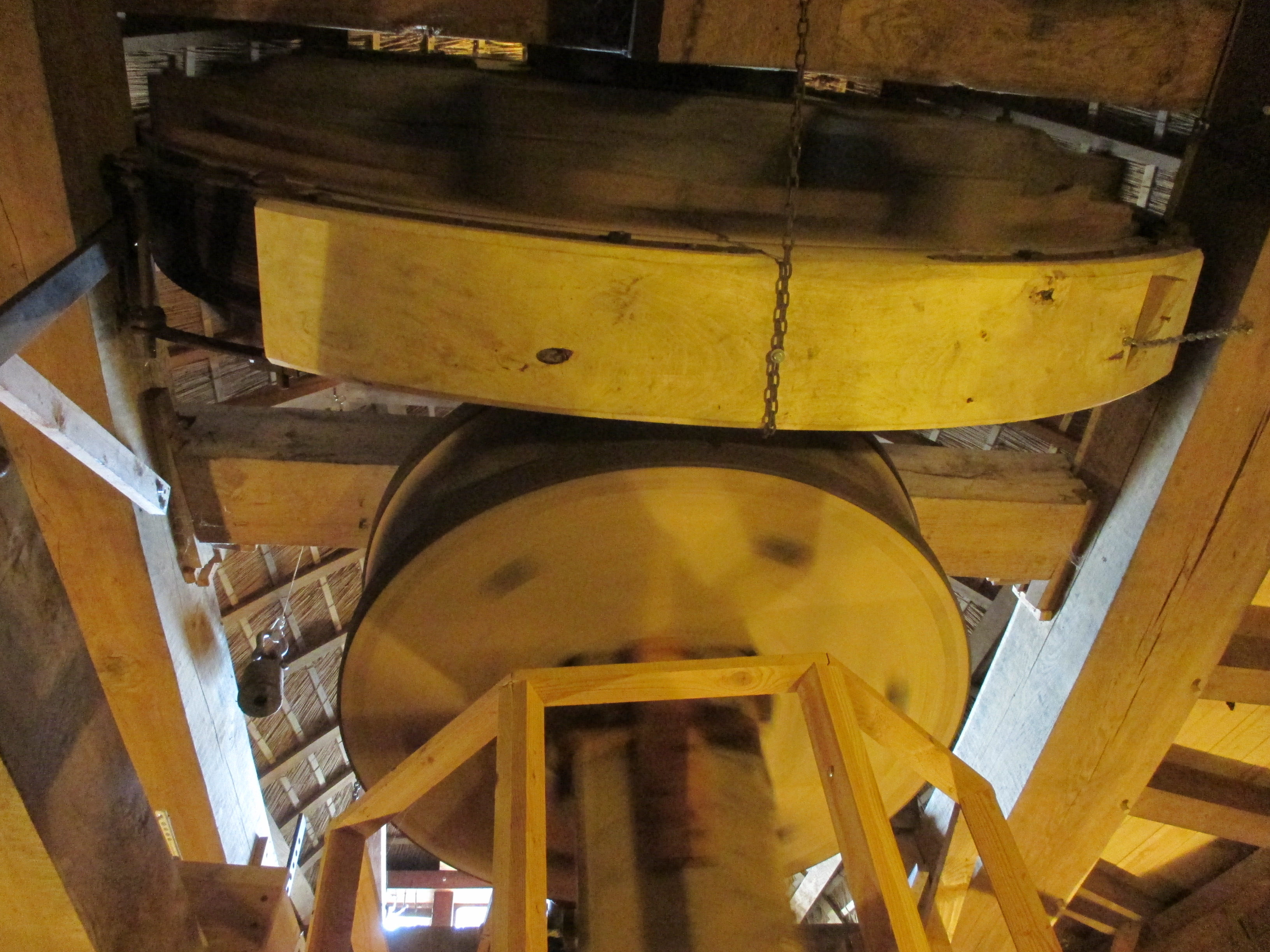
rem op de bovenas
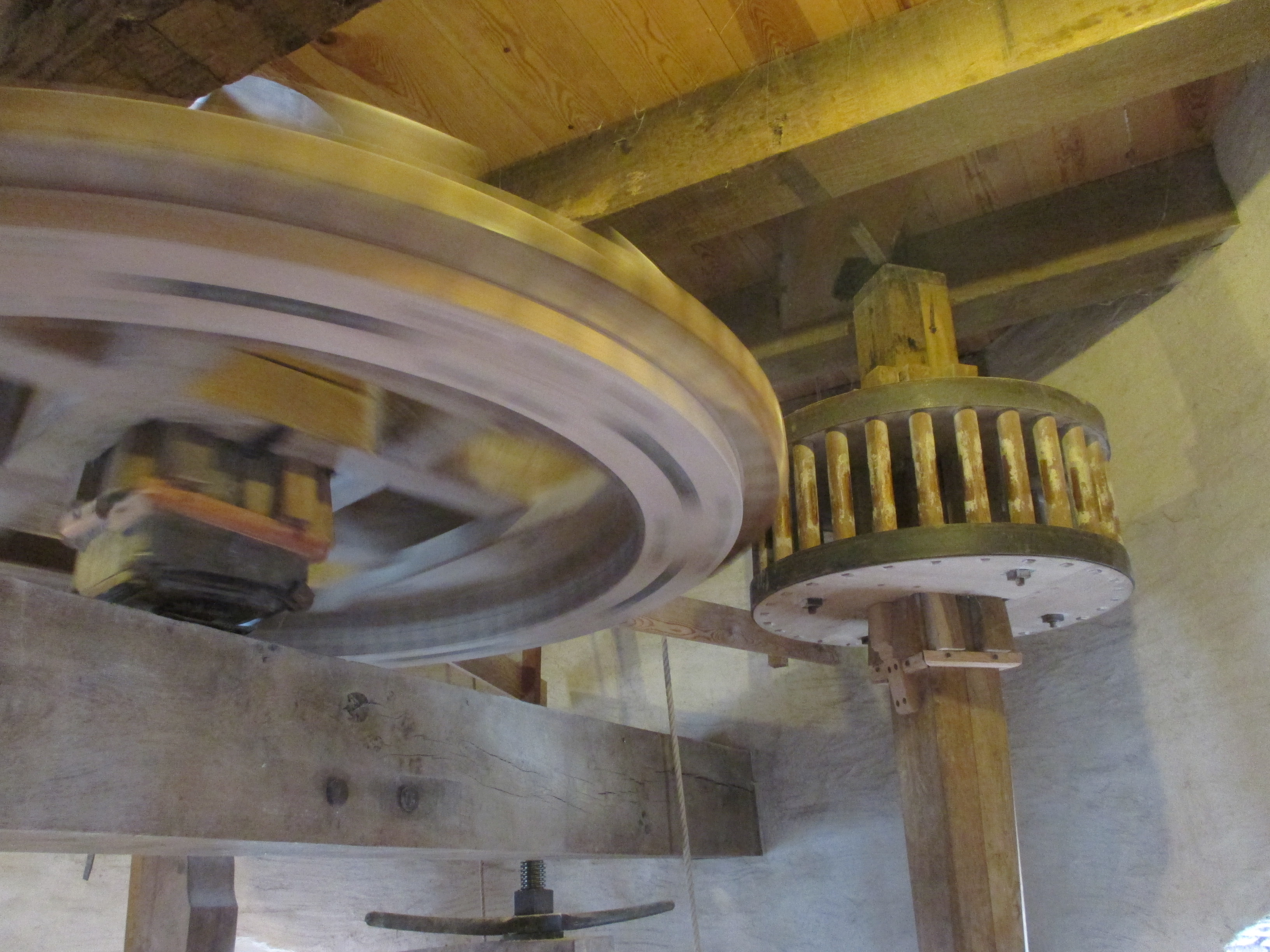
raderwerk maalstenen
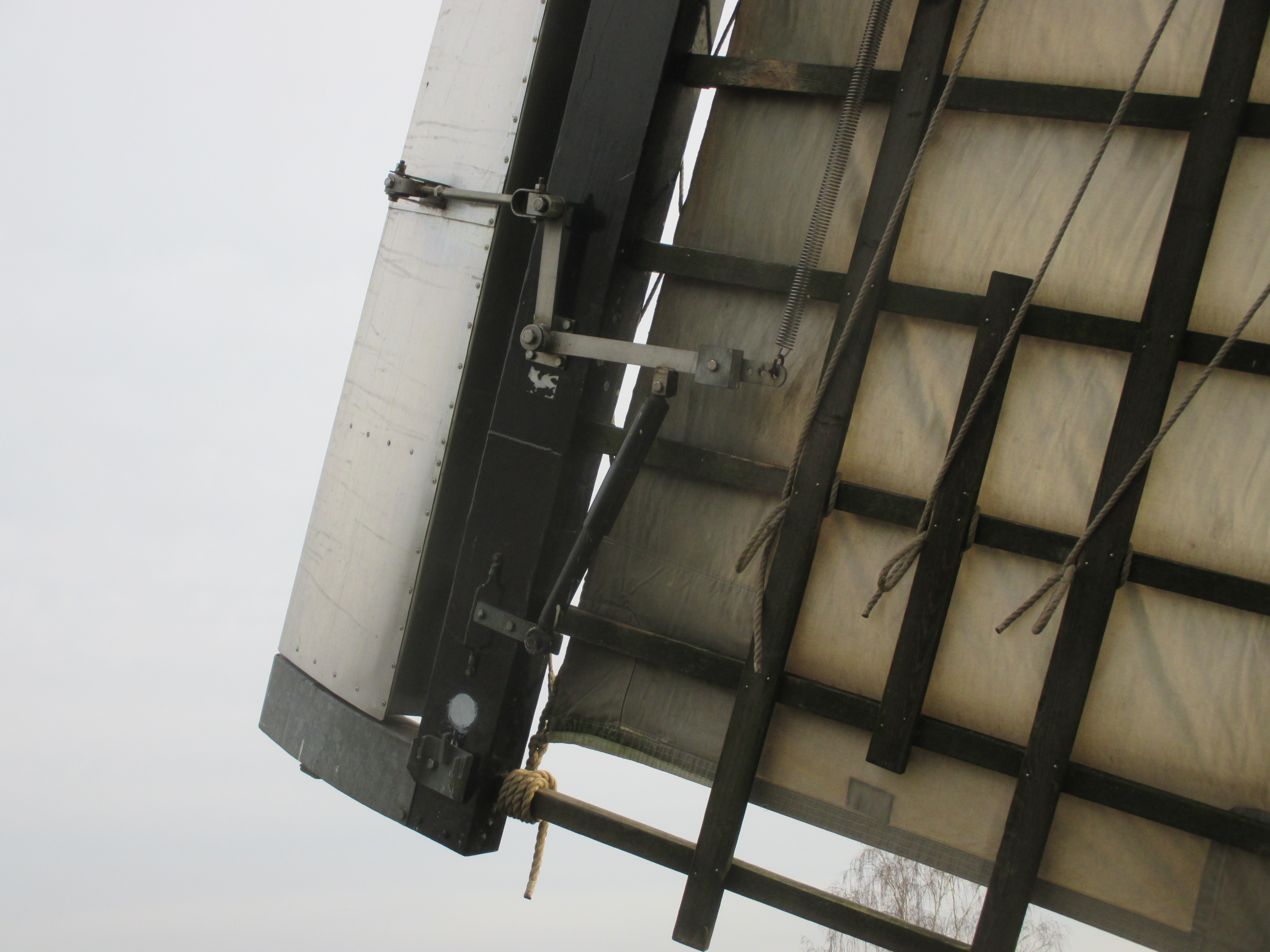
wiek met remklep